# Смилянич, Борис
Борис Смилянич (хорв. Boris Smiljanić; род. 28 сентября 1976, Баден, Аргау) — швейцарский футболист, бывший капитан швейцарской команды «Грассхоппер»; тренер.

## Карьера

### Клубная
Смилянич обучался футболу в командах «Нойенхоф» и «Веттинген», а в 1993 году поступил в школу «Грассхоппера». Дебютировал в клубе в сезоне 1993/94. Несмотря на то, что играл он не так часто, его психологические качества и навыки лидера помогли ему закрепиться в составе при помощи тренера Кристиана Гросса. Гросс включал его в составы в те моменты, когда Смилянич был готов физически играть после травмы. К 2002 году Борис отыграл ровно 200 игр и даже стал капитаном команды, а затем подписал контракт с «Базелем» в январе 2003 года. Гросс последовал за своим подопечным, который провёл в составе столичного клуба 106 игр, а в начале сезона 2007/08 и вовсе вернулся в свой клуб, закрепившись в составе с новичками Франсуа Марке и Патриком Бауманном.

### В сборной
Благодаря своим родителям, имевшим гражданство СФРЮ, Смилянич мог выступать как за Сербию, так и за Хорватию, однако выбрал сборную Швейцарии. Дебют пришёлся на 18 августа 1999, когда швейцарцы уступили Чехии со счётом 0:3. Ещё две игры он провёл под руководством Жильберта Гресса, но затем новый тренер сборной Энсо Троссеро выгнал Смилянича из команды. Только в 2006 году Смилянич был снова вызван в сборную, но так и не сыграл в ней больше ни одной игры.